# Sérempuy
Sérempuy è un comune francese di 38 abitanti situato nel dipartimento del Gers nella regione dell'Occitania. In accordo col censimento INSEE del 1999 risulta essere il comune meno popolato del dipartimento.

## Società

### Evoluzione demografica
Abitanti censiti